# جداجد حقيقية
الجداجد الحقيقية أو فصيلة جريلليدي (الاسم العلمي: Gryllidae) وتعرفُ أيضاً باسم بصرار اللَّيل أو صرصور الليل (رُغْم أنَّها أقربُ علمياً للجراد) هي فصيلة من الحشرات تتبع رتبة مستقيمات الأجنحة من صف الجناحيات.

## أسر
- مجموعة الجدجداوات الحقيقية:
  - جدجداوات حقيقية (الاسم العلمي:Gryllinae)
  - (الاسم العلمي:Gryllomiminae)
  - (الاسم العلمي:Gryllomorphinae)
  - (الاسم العلمي:Itarinae)
  - (الاسم العلمي:Landrevinae)
  - (الاسم العلمي:Sclerogryllinae)
- مجموعة جدجداوات Phalangopsinae:
  - (الاسم العلمي:Phalangopsinae)
  - (الاسم العلمي:Cachoplistinae)
  - (الاسم العلمي:Paragryllinae)
  - (الاسم العلمي:Rumeinae)
  - (الاسم العلمي:Phaloriinae)
  - (الاسم العلمي:Luzarinae)
- مجموعة جدجداوات Podoscirtinae:
  - (الاسم العلمي:Podoscirtinae)
  - (الاسم العلمي:Euscyrtinae)
  - (الاسم العلمي:Hapithinae)
  - جدجداوات الفضلات (الاسم العلمي:جدجداوات الفضلات)
- مجموعة جدجداوات دغلية Eneopterinae:
  - جدجداوات دغلية (الاسم العلمي:جدجداوات دغلية)
  - (الاسم العلمي:Tafaliscinae)
  - جنس (الاسم العلمي:Adenophallusia)
- جدجداوات (الاسم العلمي:جدجداوات خشبية)
- جدجداوات سيفية الذيل (الاسم العلمي:جدجداوات سيفية الذيل)
- جدجداوات (الاسم العلمي:Pteroplistinae)
- جدجداوات شجرية (الاسم العلمي:جدجداوات شجرية)
  - الجدجداوية الشجرية
    - الجدجد الشجري

## أجناس
- (الاسم العلمي:Menonia)

### جنس نموذجي
الجنس النموذجي لهذه الفصيلة هو:
- الجدجد (الاسم العلمي:Gryllus)